# Blitz (revista)
Blitz (estilizado como BLITZ) é um site português especializado em música e cultura popular, pertencente ao grupo Impresa. Para além do site, a marca BLITZ também está presente no formato de revista com edições esporádicas.
Entre novembro de 1984 e 24 de abril de 2006, a marca BLITZ assumiu o formato de um jornal semanal (sendo referido com o pronome masculino, o BLITZ). Durante muitos anos foi o único jornal dedicado à música publicado semanalmente em Portugal. O BLITZ transformou-se depois na BLITZ, uma revista mensal, saindo a primeira edição da mesma em junho em 2006 (a marca, por esta altura, também estava presente no seu próprio site (blitz.sapo.pt).
O último número mensal da revista BLITZ foi o de janeiro de 2018, passando então a marca concentrar-se no digital e em edições não regulares, sob a forma de "números especiais, destinados a celebrar certas datas, ocasiões e efemérides".

## Percurso
Fundado em novembro de 1984, pelos jornalistas Manuel Falcão (que foi o seu primeiro director,) Rui Monteiro e Cândida Teresa (diretora gráfica até ao final de 1999), assim como pelo profissional da indústria discográfica João Afonso (que abandonou a publicação em 1985). Tinha no seu quadro inicial colaborações de, entre outros, António Pires, António Sérgio, Luís Peixoto, Luís Pinheiro de Almeida, Luís Vitta, Manuel Cadafaz de Matos, Quico Serrano, Ana Cristina Ferrão, Rui Neves, ou Rui Pêgo, e fotografia de Alfredo Cunha e Luís Vasconcelos. A fotografia do BLITZ contou também, ao longo dos anos, com colaborações de Inês Gonçalves, Daniel Blaufuks, Álvaro Rosendo e Rita Carmo, entre outros.
Além do extenso noticiário, das entrevistas muitas vezes exclusivas e da quase exaustiva cobertura crítica de discos e concertos, a atenção dada à generalidade da cultura juvenil nascente nos anos 1980, transcrita em páginas de moda e cinema, teatro e artes plásticas, é de destacar a inevitável secção "Pregões e Declarações", um espaço de democracia e liberdade de expressão que nessa época antecipou o chat na internet.
Rui Monteiro assumiu o cargo de diretor em setembro de 1988. Em julho de 1992, o BLITZ foi adquirido pela Controljornal (atual Grupo Impresa). Em abril de 1995 foram lançados os Prémios de Música BLITZ, ma iniciativa inédita em Portugal que, pela primeira vez, e até 2001 (ano em que administração da Impresa suspendeu o evento), premiou as melhores edições discográficas e as melhores intervenções artísticas através da votação de um júri constituído por mais de 300 músicos e profissionais da indústria discográfica e dos média.
Em novembro de 2001, após meses de conflito com a administração da Impresa sobre o futuro do jornal, Rui Monteiro abandonou o semanário, sendo substituído na direção por Sónia Pereira. A partir de 1 de julho de 2003, o jornal entrou numa nova fase, que passou pela reformulação gráfica e editorial de alguns conteúdos. Em 2004, perante a acentuada quebra nas vendas, Pereira cedeu o lugar a Pedro Gonçalves. No mesmo ano, a circulação da revista chega a 20 mil cópias. No mesmo ano, o jornal comemora o seu 20º aniversário, caso inédito a nível nacional.
No último ano de vida do jornal, Gonçalves, perante o cada vez mais evidente declínio da publicação, foi igualmente substituído, desta vez por Vítor Raínho, que viria a ceder o lugar a Miguel Francisco Cadete, responsável pela direção editorial da nova revista mensal, publicada pela primeira vez a de 20 de junho de 2006. 
No final de 2017, o grupo Impresa vende grande parte das suas publicações ao grupo Trust In News, de Luís Delgado. Os dois únicos títulos de imprensa que a Impresa mantém são o Expresso e a BLITZ. Porém, a revista mensal BLITZ é extinta, passando a marca a focar-se no digital e em edições especiais/não regulares da revista BLITZ. 

## Influência
É aceite, entre os profissionais e os estudiosos da comunicação social, que ao BLITZ se deve, em grande parte, a afirmação da juventude como criadora e consumidora de uma cultura autónoma, através da música, do cinema, do teatro, das artes plásticas e de muitas outras importantes manifestações estéticas das décadas de 80, 90 e parte da década de 2000.